# 유망

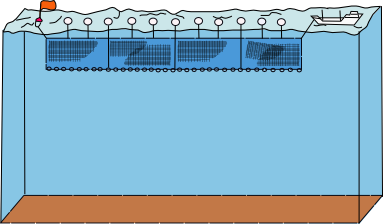
유망의 설치예.

유망(流網, drift net)은 바닥이 고정되어 있지 않은 채 수면에 수직하게 친 어망이다. 고기의 통로를 횡단하도록 설치하며, 그물에 고기가 끼이거나 물리게 해서 잡는다. 주로 해수대의 어종을 잡기 위해 사용한다.